# Le May-sur-Èvre

Le May-sur-Èvre este o comună în departamentul Maine-et-Loire, Franța. În 2009 avea o populație de 3,924 de locuitori.